# Protopolybia nitida
Protopolybia nitida är en getingart som först beskrevs av Adolpho Ducke 1904.  Protopolybia nitida ingår i släktet Protopolybia och familjen getingar. Inga underarter finns listade i Catalogue of Life.